# James of St. George
James of St. George, auch Jacques de Saint-Georges d’Espéranche, (* um 1230; † 1309) war ein mittelalterlicher Architekt von Burgen. Insbesondere diente er König Eduard I. von England als Baumeister (Master mason) für dessen Burgen in Wales. James stammte aus Savoyen, was seinen Baustil wohl beeinflusst hat. Allgemein ist über mittelalterliche Architekten wenig bekannt, James ist dagegen wegen seiner langen Arbeit für Eduard I. relativ gut dokumentiert.
Er war bereits in Savoyen und auf dem Gebiet der heutigen Schweiz tätig gewesen, wo er den Grafenpalast von St-Georges-d’Espéranche sowie Schloss Yverdon erbaut hatte. Auch beim Schloss Chillon gilt er als einer der Baumeister. Seit 1278 diente er dem englischen König. Er war nicht nur ein bemerkenswerter Baumeister, sondern auch ein talentierter Verwalter, der das gewaltige Befestigungsbauprogramm des Königs in Nordwales organisierte und überwachte. Als Zeichen seiner Wertschätzung ernannte ihn der König 1290 zum Constable des von ihm erbauten Harlech Castle, eine seltene Ehre für einen mittelalterlichen Baumeister. James of St. George hatte das Amt bis 1293 inne. Während des walisischen Aufstands von 1294 bis 1295 konstruierte er 1295 eine Pontonbrücke, auf der die englischen Truppen die Menaistraße überqueren konnten.

## Bauwerke
Bei seinen ersten Burgen in Wales, Flint Castle und Rhuddlan Castle, beide 1277 begonnen, verwendete er ungewöhnliche Variationen des rechteckigen Burghofs. 
Die Burgen von Harlech, Beaumaris und Conwy tragen seine Handschrift am deutlichsten. Charakteristisch sind hier etwa die runden Wehrtürme an den Ecken der Ringmauern und stark befestigte Torhäuser. Die Burg von Caernarfon, obwohl auch von ihm entworfen, hat dagegen achteckige Mauertürme.
Bei der Gesamtanlage griff James in der Zeit von 1283 bis 1295 auf zwei verschiedene Grundrisse zurück. Die Höhenburg Harlech Castle und die Niederungsburg Beaumaris Castle haben eine sehr symmetrische Form mit konzentrischen doppelten Ringmauern, die in Beaumaris besonders stark befestigt sind. Conwy and Caernarfon sind dagegen länglich und weniger symmetrisch. Dort fehlt ein äußerer Verteidigungsring ganz oder ist – wie im Fall von Conwy – nur in Ansätzen vorhanden.
Die Toranlage von Denbigh Castle, bei der zusätzlich zu den beiden flankierenden Türmen noch ein dritter Turm das Tor verteidigt, soll ebenfalls von James of St. George entworfen worden sein.